# Ségolène Neuville
Ségolène Neuville (Boulogne-Billancourt, 21 de juny de 1970) és una política francesa, diputada a l'Assemblea Nacional per la Catalunya del Nord i secretària d'estat del govern de França.

## Biografia
Llicenciada en medicina, ha treballat al Servei de Malalties Infeccioses i Tropicals de l'Hospital de Perpinyà, on encara cada dos divendres treballa com a voluntària. Fou elegida diputada a les eleccions de juny 2012 per la tercera circumscripció dels Pirineus Orientals, i també és membre del Consell General dels Pirineus Orientals (pel cantó de Perpinyà-5).
És membre de la Comissió d'Afers Socials i de la Delegació per als Drets de la Dona i Igualtat d'Oportunitats per a Homes i Dones de l'Assemblea Nacional. El 9 d'abril de 2014 fou nomenada Secretària d'Estat de Persones discapacitades i lluita contra l'exclusió en el primer govern de Manuel Valls.
El 25 d'agost de 2014 Manuel Valls va presentar la dimissió del seu govern. L'endemà, Ségolène Neuville fou mantinguda en les seves funcions en el segon govern de Manuel Valls. El mateix 26 d'agost de 2014, el company de Ségolène Neuville, el polític Christian Bourquin, morí de càncer a Montpeller. La tradicional foto de grup del nou govern fou cancel·lada i Ségolène Neuville es va absentar de París a causa del dol.
A les eleccions departamentals franceses de 2015 fou reelegida al Consell General dels Pirineus Orientals pel nou cantó del Canigó.